# Cawdor, New South Wales
Cawdor är en del av en befolkad plats i Australien. Den ligger i kommunen Wollondilly och delstaten New South Wales, i den sydöstra delen av landet, omkring 57 kilometer sydväst om delstatshuvudstaden Sydney. Antalet invånare är 454.
Närmaste större samhälle är Camden South, nära Cawdor.
Trakten runt Cawdor består i huvudsak av gräsmarker. Runt Cawdor är det tätbefolkat, med 476 invånare per kvadratkilometer. Genomsnittlig årsnederbörd är 1 288 millimeter. Den regnigaste månaden är februari, med i genomsnitt 215 mm nederbörd, och den torraste är juli, med 34 mm nederbörd.